# Monotagma yapacanensis
Monotagma yapacanensis là một loài thực vật có hoa trong họ Marantaceae. Loài này được Steyerm. & Bunting mô tả khoa học đầu tiên năm 1973.